# Alfred Williams
Alfred Williams (Houston, 6 de novembro de 1968) é um ex-jogador profissional de futebol americano estadunidense que foi campeão da temporada de 1998 da National Football League jogando pelo Denver Broncos.